# Colossendeis aperta
Colossendeis aperta är en havsspindelart som beskrevs av Turpaeva 2005. Colossendeis aperta ingår i släktet Colossendeis och familjen Colossendeidae. Inga underarter finns listade i Catalogue of Life.